# Charles Frédéric Prosper Raymond van der Burch
 (août 2024).
Charles Frédéric Prosper Raymond van der Burch, né à Bruxelles le 13 novembre 1840 et mort le 15 février 1900, est un homme politique belge.

## Fonctions et mandats
- Membre du Sénat belge : 1888-1892, 1894-1900

## Sources
- [Guillaume VAN DER BURCH], Histoire, origine et généalogie de la maison van der Burch ou du Bourg'. s.l., s.d. [Brussel: Stevelinck, 1894]
- Paul VAN MOLLE, Het Belgisch Parlement, 1894-1972, Antwerpen, 1972.
- Oscar COOMANS DE BRACHÈNE, État présent de la noblesse belge, Annuaire 1985, Brussel, 1985.
- Jean-Luc DE PAEPE & Christiane RAINDORF-GERARD, Le Parlement belge, 1831-1894, Brussel, 1996.
- Pieter DONCHE, Geschiedenis en genealogie van de familie van der Burch in Vlaanderen (1286-1630), Brugge, 2022, 352 p. (uncius.be/boek/2022)